# Simin Behbahani
Simin Behbahani (persiska: سیمین بهبهانی), född 20 juni 1927 i Teheran i Persien, död 19 augusti 2014 i Teheran, var en iransk författare och poet. Hon var en av de mest kända och hyllade bland landets samtida poeter. Hon var en frispråkig kritiker av makten i Iran.